# Umar Wirahadikusumah
Umar Wirahadikusumah (10 octobre 1924 - 21 mars 2003) est un général et homme politique indonésien. Il a été vice-président d'Indonésie de 1983 à 1988 sous la dictature de Soeharto.